# Beechcraft T-34 Mentor
Le T-34 Mentor est un avion d'entraînement militaire américain, dérivé du Beechcraft Bonanza. Cet appareil a remplacé au début des années 1950 dans les écoles de l’USAF et de l’US Navy les nombreux biplaces d'entraînement de base datant de la Seconde Guerre mondiale. Des versions turbopropulsées, disposant de capacités tactiques, étaient toujours en service dans un certain nombre de pays en 2013 et au Japon Fuji Heavy Industries a relancé en 2000 la production d’un modèle modernisé. Les T-34C argentins ont participé aux opérations aériennes durant la guerre des Malouines.

## Origine et développement
Dès la fin de la Seconde Guerre mondiale, le budget de la défense diminua très fortement aux États-Unis, comme ailleurs. S’il n’était pas question de financer de nouveaux programmes, l'entraînement des pilotes maintenus en activité se faisait sur des monomoteurs qui devenaient coûteux à entretenir et étaient gourmands en carburant. C’est à partir de ce constat que Walter H Beech décida de développer sur les fonds propres de l’entreprise un nouvel appareil d'entraînement, peu coûteux, facile à entretenir mais offrant des performances et des caractéristiques de vol comparables à celles d’un avion de combat évolué. Pour réduire les coûts de développement et de production le bureau d’études prit pour base le quadriplace de tourisme A35 Bonanza, dont 80 % de l’outillage a pu être conservé. L’appareil se présentait donc comme un monoplan métallique à aile basse et revêtement travaillant équipé d’un moteur 6 cylindres à plat Continental E-185 développant 185 ch à 2 300 tr/min et entraînant une hélice Beechcraft à pas variable. Mais le fuselage a été entièrement redessiné : plus fin, il comportait deux places situées sous une longue verrière offrant une visibilité sur 180°, comprenant quatre éléments : un pare-brise, une section centrale fixe et deux sections coulissant vers l’arrière. Après avoir envisagé de conserver l’empennage papillon caractéristique du Bonanza, on a finalement opté pour un empennage cruciforme. La voilure a subi quelques modifications : ailerons et volets à commande électrique réalisés en acier et magnésium, le revêtement tenu par des rivets à tête noyée. Logeant deux réservoirs de 225 litres, les ailes ont également été renforcées pour supporter des facteurs de charge allant de 10 g positifs à 4,5 g négatifs, ce qui permettait à l’appareil de réaliser toutes les évolutions acrobatiques possibles. L’atterrisseur était identique à celui du Bonanza, avec commande électrique de relevage et roue avant orientable, asservie mécaniquement au palonnier.
Trois appareils de développement désignés Model 45 furent réalisés. Ils comportaient tous un pylône anticrash entre les deux sièges et devaient être équipés d’un moteur Continental E-185-8 de 205 ch. Le premier vol fut réalisé le 2 décembre 1948 à Wichita, Vern L. Carstens étant aux commandes d'un appareil portant l’immatriculation civile N8591A. C’est donc un démonstrateur technologique et non un prototype élaboré qui gagna fin février 1949 la base d’essais de Wright Field, Ohio car entretemps l’USAF avait annoncé qu’elle allait effectuer une évaluation visant à l’achat d’un avion d’entrainement de début. Trois biplaces firent l’objet d’évaluations comparées : le Beechcraft Model 45, le Fairchild Model 92, développé à l’origine pour l’US Navy et une version biplace en tandem du Globe Swift développé par Temco pour les Philippines. Le 24 mars 1949, l’USAF annonça avoir retenu le Fairchild T-31 pour une commande de 100 exemplaires. Une commande qui ne se matérialisa jamais faute de budget.
L’Air Force ayant trouvé le Model 45 sous-motorisé, le dernier prototype fut achevé avec un moteur Continental E-225-8 de 225 ch tandis que les deux autres exemplaires faisaient leur première apparition publique à l’occasion des Cleveland Air Races de 1949. L’appareil pouvant intéresser de nombreux pays, Claude Palmer effectua en 1950 une longue tournée de présentation en Europe, qui devait le conduire en particulier en Suisse, en Égypte et à Anvers à l’occasion du Salon aéronautique de Bruxelles. Simultanément étaient réalisées les épreuves d’homologation de la FAA. La certification 5A3 était obtenue le 17 juillet 1950. Après la première commande de l’USAF deux des prototypes furent vendus et exportés. Le troisième faisant assez largement appel au magnésium dans sa construction et il fut décidé de le laisser à l’extérieur de l’usine de Wichita pour étudier l’effet de la corrosion. Il fut finalement mis à la ferraille.

## Versions

### Versions de base équipées de moteurs à piston
- YT-34 Mentor : L’évaluation réalisée en mars 1949 tourna court tant faute de budget qu’en raison des efforts menés par Temco (en) et Beechcraft pour démontrer la valeur économique de leurs projets. Ainsi une étude réalisée à Wichita montrait une économie de 150 000 dollars par avion utilisé durant cinq ans en comparant les couts d’utilisation d’un North American T-6 et d’un Model 45[1]. Une autre annonçait un prix unitaire de 20 000 dollars grâce à l’emploi de nombreuses pièces du Bonanza, contre 50 000 dollars pour un T-31[3]. L’Air Force ne pouvait rester insensible à ces propos et une nouvelle évaluation fut organisée en 1950, à Randloph Field (Texas) cette fois.

En vue de cette nouvelle confrontation, qui devait, pour la première fois, comporter une évaluation par les élèves pilotes en cours de formation, l’Air Force commanda trois prototypes à Beechcraft et Temco, Fairchild alignant les appareils testés depuis trois ans par l'US Navy. 

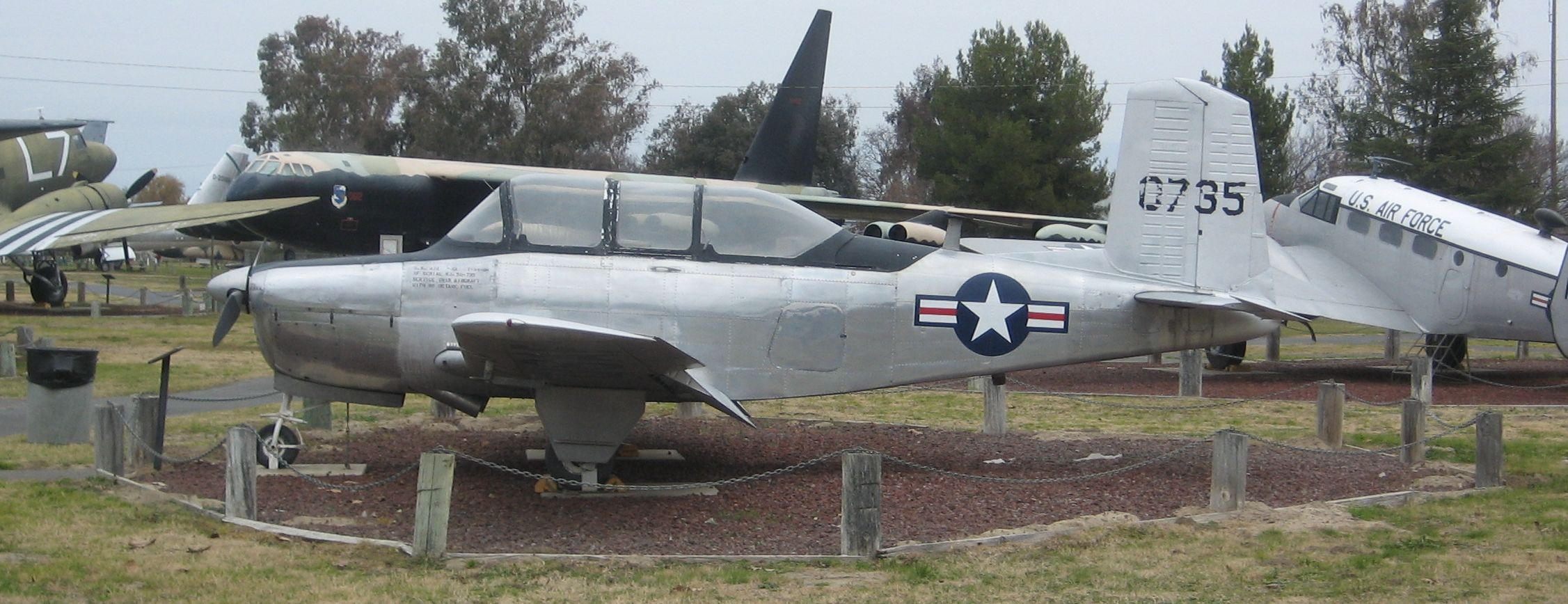
Le YT-34 serial 50-735 au Castle Air Museum (Californie).

Les trois YT-34 (serial 50-735/737) prirent l’air en mai, juin et juillet 1950 et furent réceptionnés à Randolph Field le 2 août 1950 en présence de Walter H Beech, dont ce fut une des dernières apparitions publiques. Légèrement plus lourd que les prototypes, ils se distinguaient par la suppression du pylône anti-écrasement dans le poste de pilotage, un nouvel échappement lié à l’adoption du moteur E-225-8, et surtout un équipement militaire complet. Il semble que des dissensions inter-service aient retardé la publication des résultats, la Navy souhaitant le succès du YT-31 dont elle avait supporté seule les frais de développement. Le déclenchement de la guerre de Corée mit tout le monde d’accord : L’USAF ajournait le programme et passait avec North American un contrat de reconditionnement des vieux T-6 Texan.
Fairchild ayant renoncé pour se consacrer à la production des C-119, les YT-34 et YT-35 furent transférés à Muroc Dry Lake pour essais complémentaires. C’est sans publicité que le T-34 fut finalement retenu officiellement le 4 mars 1953. Cette décision notifiée, deux YT-34 furent assez rapidement mis à la ferraille, mais le 50-735 transféré à l’US Army, qui souhaitait étudier les possibilités d’utiliser un avion d'entraînement armé pour des missions d’appui tactique. Il fut donc équipé de deux mitrailleuses de 7,7 mm et de racks permettant d’emporter six roquettes ou deux bombes de 70 kg sous voilure. Vendu ensuite à un collectionneur texan, il a finalement abouti au Castle Air Museum (en), en Californie.
- T-34A Mentor : Modèle de série commandé par l’USAF, équipé d’un moteur Continental O-470-13 (version militaire du E-225-8) de 225 ch entraînant une hélice métallique à vitesse constante Beechcraft Model 215-207 de 2,23 m de diamètre sous un capot moteur légèrement modifié : Légèrement plus large, il est surtout fermé par trois verrous de chaque côté au lieu de vis à têtes noyées[10]. Portant la désignation constructeur Model A-45, ses ailerons, volets et surfaces d’empennage étaient réalisés en magnésium ondulé et équipés de trim-tabs. Les deux premiers exemplaires furent réceptionnés par l’USAF en septembre 1953, qui prit en compte 350 biplaces produits à Wichita (serial 52-7626/7685, c/n G-7/66 ; 53-3306/3395, c/n G-67/156 ; 53-4157/4206, c/n G-257/306 ; 55-140/289, c/n G-697/846). En 1953 Beechcraft céda la licence de production à Canadian Car and Foundry (en), le Canada souhaitant acheter 25 appareils. Le premier appareil canadien prit l’air début mai 1954[11] et était rigoureusement identique aux biplaces produits par Beechcraft pour l’US Air Force. Celle-ci passa commande au Canada de 34 appareils en 1953 (52-8253/8286, c/n 34-26/59) et d’un second lot de 66 machines l’année suivante (53-4091/4156, c/n 34-60/125). Les derniers T-34A quittèrent l’usine de Wichita en octobre 1956[4].

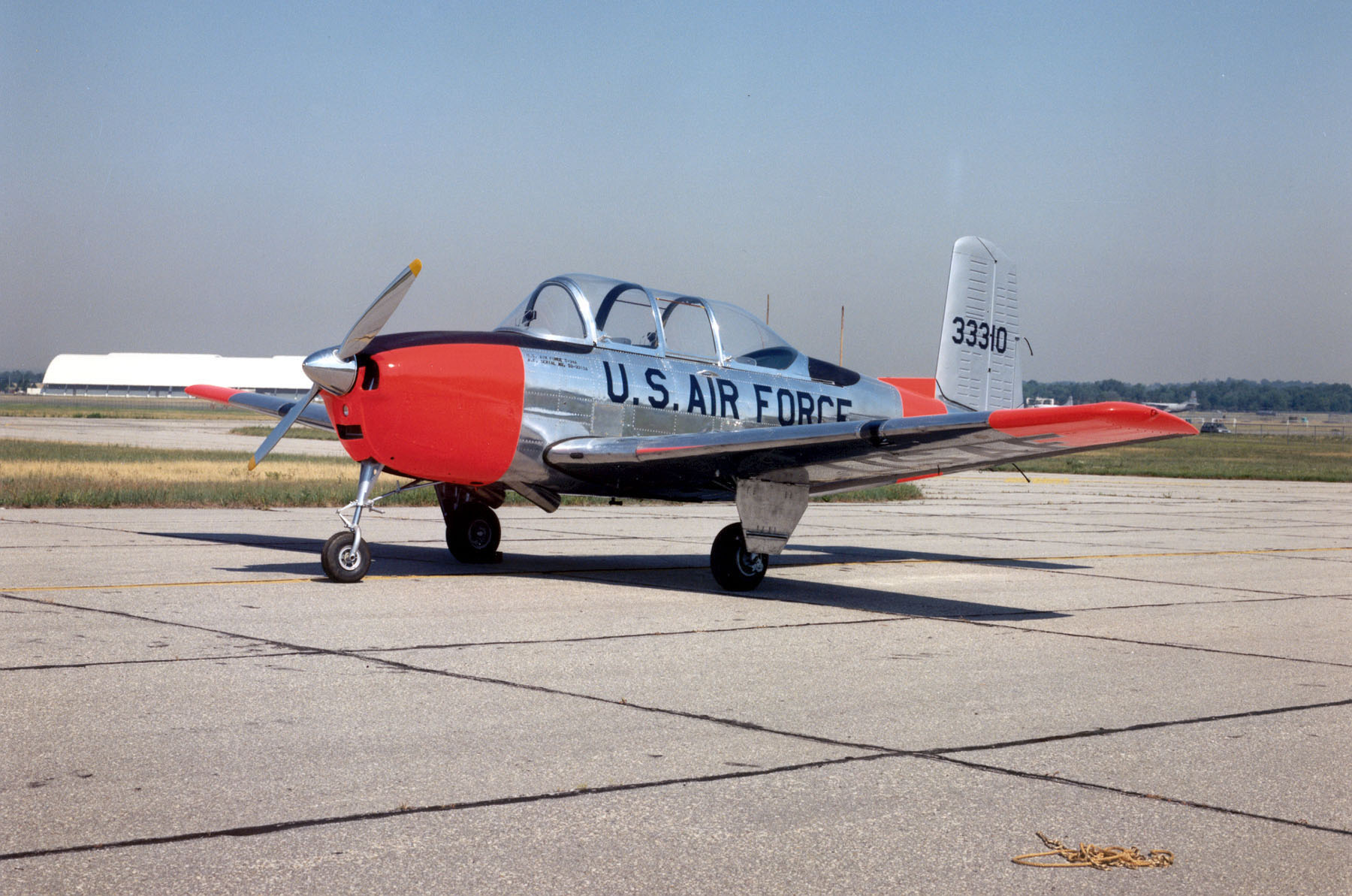
T-34A conservé au Musée de l'USAF

- Model B-45 Mentor : Désignation commerciale de 161 appareils similaires aux T-34A produits par Beechcraft pour l’exportation et d’un certain nombre d’appareils produits sous licence. Ces appareils se distinguent essentiellement du T-34A par leur instrumentation. Les premiers clients furent le Chili et la Colombie.

En octobre 1953 les Forces japonaises de sécurité sélectionnèrent le T-34 comme avion d'entraînement pour former les pilotes de la future force aérienne d’autodéfense et un accord de licence fut signé le 17 novembre entre Beechcraft et la firme Fuji Heavy Industries, constituée quelques mois plus tôt et héritière de la firme Nakajima. 20 Model B-54 furent livrés en mars 1954 (un appareil fut perdu en cours de livraison), Fuji ayant juste à en assurer le remontage, ainsi que des sous-ensembles permettant à Fuji de lancer la production en introduisant un nombre progressivement croissant d’éléments produits localement. Les deux premiers Fuji T-34A prirent l’air le 12 mars 1954 sur la base aérienne de Kanoya. Ils se distinguaient déjà de la production américaine par le remplacement du magnésium par de l’aluminium pour la réalisation des gouvernes et planchers. 162 T-34A furent construits par Fuji, dont 36 livrés aux Philippines au titre des dommages de guerre et un à l’Indonésie.
Le 29 décembre 1956 l’Argentine passa avec Beechcraft un contrat de 4 millions de dollars portant sur la fourniture de 15 appareils en état de vol et l’assemblage de 75 autres exemplaires par FMA à partir de sous-ensembles fournis par Beechcraft.
- T-34B Mentor : En 1953 l’US Navy se mit à son tour à la recherche d’un avion d’entrainement de début et souhaita commercer par évaluer les appareils ayant été retenus par l’USAF[14]. Le Bureau of Aeronautics décida donc de comparer à son tour les YT-34 et YT-35. Une série d’essais furent donc conduits entre les 28 septembre et 4 décembre 1953 à Pensacola[2]. Le Beechcraft Model 45 fut finalement déclaré vainqueur de la compétition le 17 juin 1954[15]. Désigné T-34B, le modèle retenu par l’US Navy se distinguait par ses équipements, un dièdre de voilure accusant un degré supplémentaire, la suppression d’une petite surface triangulaire fixe à la base de la dérive et l’adoption de freins différentiels au train principal à la place de la roue avant orientable pour guider l’appareil au sol[2]. Le T-34B est également identifiable à un équipement radio différent, avec une antenne en forme de V au-dessus du fuselage arrière. 423 exemplaires (BuNo 140667/140956, c/n BG-1/290 et 143984/144116, c/n BG-291/423) furent livrés entre le 17 octobre 1954 et le 31 octobre 1957.

- Model D-45 Mentor : Un certain nombre de T-34B sont passés sur le marché civil sous cette appellation, justifiée par les différences existant entre les T-34A et T-34B. S'ils sont couverts par la même certification, la FAA a demandé le montage d’un avertisseur de décrochage, la suppression des trappes du train avant, la pose d’une arête dorsale devant l’empennage, souvent supprimée en service, et n’a pas effectué de test de vrille[2]. Ces avions ne sont donc pas autorisés à la voltige, alors qu'ils effectuaient régulièrement des loopings et autres décrochages dans les écoles de l'US Navy.

### Les Turbo Mentor
- T-34C Turbo Mentor : En 1973 l’US Navy notifia à Beechcraft un programme de développement afin de modifier deux T-34B (BuNo 140784 et 140861)[16]. Il s’agissait en fait de vérifier si le T-34, avion fiable, pouvait faire l’objet d’une modernisation afin de remplacer non seulement les T-34B en service mais aussi les T-28B/C[17]. Le chantier envisagé portait sur le remplacement du moteur à pistons par une turbine à hélice Pratt & Whitney PT6A-25 (T74) de 715 ch détarée à 400 ch et entrainant une hélice tripale Hartzell, mais aussi une modernisation de l’avionique. En réalité les modifications furent beaucoup plus importantes qu’il n’y parait : Si le fuselage et le poste de pilotage étaient conservés, on remplaça la voilure par celle du Model 55 Baron, les ailerons et le train d’atterrissage furent empruntés à Model 60 Duke, l’empennage vertical fut agrandi[17], la capacité des réservoirs portée à 473 litres et on envisagea l’installation d’un système d’armes similaire à celui développé sur le Model PD-249 Pave Coin Bonanza[15]. La masse en charge de l’appareil augmentant d’environ 450 kg, il fut nécessaire de réaliser des renforcements locaux de structure. Les essais de soufflerie laissant prévoir des problèmes de sortie de vrille, on ajouta de chaque côté de l’appareil une arête venant mourir dans le bord d’attaque du stabilisateur et sous l’étambot deux courtes surfaces supplémentaires[17].

Désigné YT-34C, le premier prototype effectua son premier vol le 21 septembre 1973. Le 4 octobre 1973 parut dans le journal Commerce Business Daily une annonce invitant tout avionneur le souhaitant à proposer à l’US Navy un avion d’entrainement de base turbopropulsé pour rivaliser avec le YT-34C. Il n’y eut aucune proposition. Après une première évaluation (55 vols), l’US Navy demanda que la tenue de vrille soit encore améliorée. 1 200 vrilles furent réalisées durant sept mois et 15 configurations testées.
Une seconde campagne de 48 vols d’évaluation fut alors réalisée par l’US Navy, suivie d’une évaluation opérationnelle à NAS Whiting Field. Au terme d’un programme qui lui a couté 400 000 dollars, ce qui reste très faible par rapport au cout de développement d’un avion entièrement nouveau, Beechcraft se vit notifier la commande de 184 T-34C, le contrat, d’un montant de 89,5 millions de dollars, incluant un contrat d’assistance en exploitation. Un des deux YC-34C est aujourd’hui conservé à l’entrée de NAS Whiting Field, le second fut cédé au Naval Aviation Museum, qui l’a revendu ensuite à un particulier.
Les T-34C de la commande initiale furent livrés à l’US Navy entre novembre 1977 et juin 1981. Un second lot de 150 appareils fut alors commandé, les livraisons s’achevant en avril 1984. En mai 1987 dix-neuf T-34C supplémentaires furent encore commandés, livrés entre juin 1989 et avril 1990, portant le total à 353 T-34C (BuNo 160265-160282; 160462-160536; 160629-160651; 160931-160963; 161023-161056; 161790-161849; 162247-162306; 162620-162649)
- T-34C-1 Turbo Mentor : Cette désignation concerne une modification d’équipement du Turbo-Mentor permettant son utilisation comme appareil d’entrainement et d’appui tactique. Un viseur CA-513 est associé à 4 points sous voilure (272 kg de capacité pour chaque point interne et 136 kg pour chaque point externe), la charge utile externe ne devant pas dépasser 545 kg. Ainsi équipé l’appareil peut donc emporter deux lance-bombes AF/B37K-1 pour projectiles d’entrainement, des lance-roquettes LAU-32 ou -59, des pods-canon SUU-11, …, des missiles filoguidés anti-char AGM-22A ou remorquer une cible TA8X. Pour compenser l’emport de ces charges externes le turbopropulseur est détaré à 550 ch au lieu de 400 ch. Le 16 novembre 1977[2] Ben Keel, pilote d’essais chez Beechcraft, effectua une traversée de l’Atlantique nord entre Gander et Shannon à bord d’un appareil ainsi modifié (NC23789, c/n GM-14), prélude à une tournée de démonstration de cinq semaines en Europe[18]. Cet appareil fut en particulier évalué par l’armée de l'air française (avec l’immatriculation F-SEXE) qui préféra finalement l'Epsilon. Un certain nombre de T-34C furent convertis à ce standard avant exportation dans le cadre de divers plans d’aide militaire.
- AT-34 Allison Turbine Mentor : En 1980 Marsch Aviation, à Mesa, Arizona, installa une turbine Garrett AiResearch TPE-331-43A de 400 ch sur un T-34B[19]. Cette remotorisation ne fut pas commercialisée, mais après avoir installé une turbine Allison 250 de 420 ch sur un A-36 Bonanza en 1984, il était tentant pour la filiale Allison Gas Turbine de General Motors de proposer aux quelque 200 propriétaires privés de T-34 comme aux nombreux utilisateurs militaires un kit de conversion utilisant une turbine Allison 250B-17D. Associé à Soloy Conversions, une entreprise implantée dans l’état de Washington spécialisée dans les conversions, General Motors créa donc Mentors Unlimited[19] et un prototype fut présenté au Salon du Bourget en juin 1987 (N4CN). L’appareil se distinguait des T-34A/B d’origine, outre la motorisation, par des renforts de structure pour un facteur de charge de 6 g, des réservoirs supplémentaires pour porter la capacité interne à 303 litres avec la possibilité de rajouter des bidons externes de 76 litres en bout de voilure. Malgré des performances remarquables et de gros efforts commerciaux, ce fut un échec, seul Fuji ayant adapté la turbine Allison sur ses T-5 et T-7.

### Les appareils dérivés par Fuji Heavy Industries
Les appareils construits par Fuji Heavy Industries, renommé depuis 2017 Subaru Corporation, le sont dans une usine d'Utsunomiya.
- Fuji LM-1 Nikko : La Force terrestre d'autodéfense japonaise cherchant un appareil de liaison, Fuji modifia la cellule de base du Mentor, adaptant une section centrale de fuselage élargie permettant d’installer quatre personnes dans une cabine similaire à celle du Bonanza. Le prototype du Liaison Mentor-1 effectua son premier vol le 7 juin 1955[12] et 27 exemplaires furent construits en 1956/1957.
  - Fuji LM-2 : En 1963 deux LM-1 ont reçu un moteur Lycoming IGSO-480-B1A6 de 340 ch sous un capot moteur redessiné. Un troisième appareil a été modifié en 1966.
- Fuji KM-1 : En 1958 Fuji Heavy Industries modifia à ses frais un LM-1 qui reçut un moteur IGSO-480-B1A6 de 340 ch[21] et une instrumentation IFR complète. Le XKM effectua son premier vol le 1er décembre 1958. Le 9 décembre 1959 ce prototype (JA-3119) établit un record international d’altitude (Classe C-1c) en atteignant 9 917 m. Un seul Fuji KM-1 fut construit[12], livré en mars 1959 au Ministère japonais des transports pour la formation de pilotes civils.

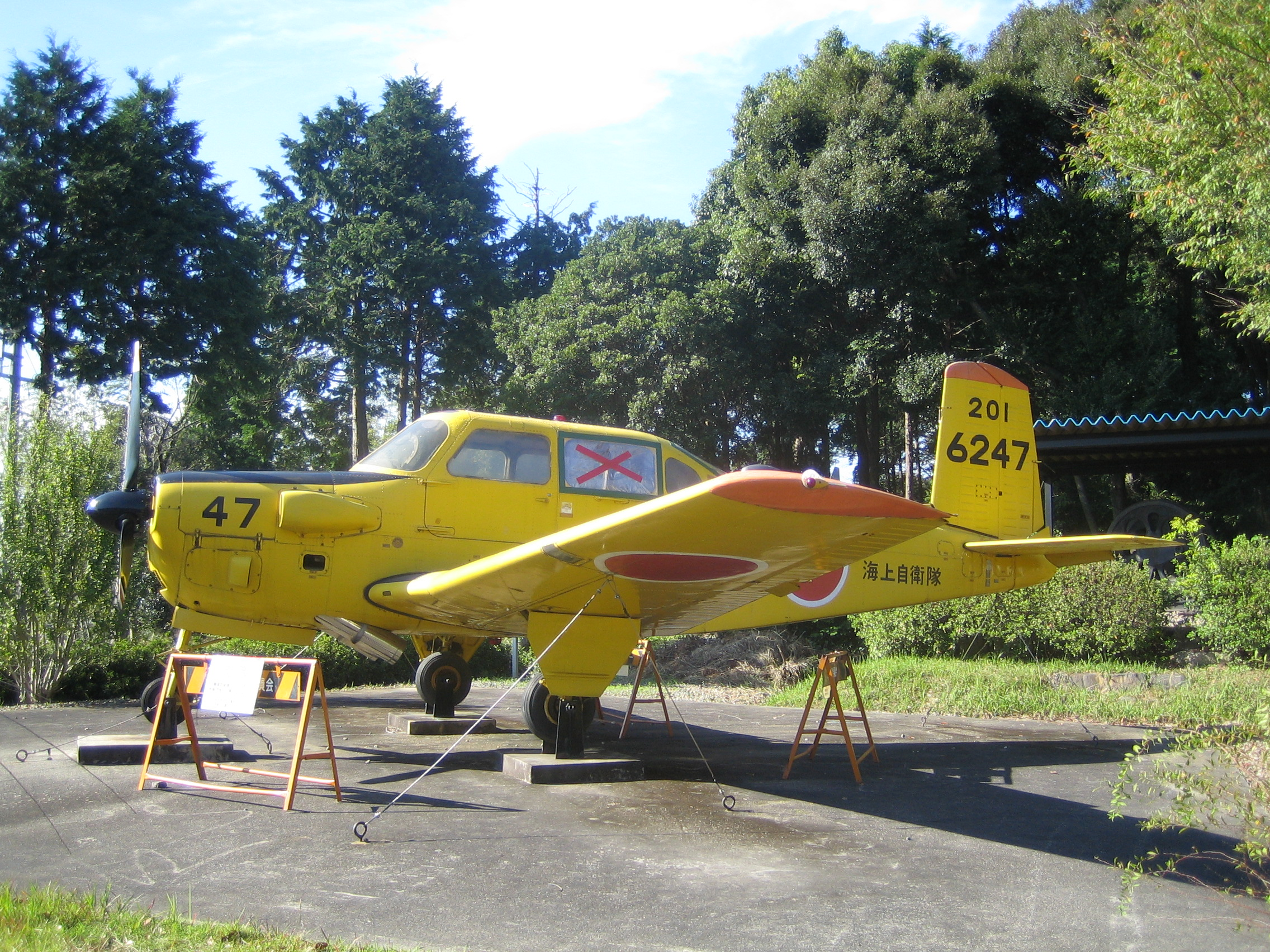
Le Fuji KM-2 conservait le fuselage élargi du quadriplace KM-1

- - Fuji KM-2 : Pour répondre aux besoins de la Force maritime d'autodéfense japonaise, qui cherchait un biplace côte-à-côte d’entrainement pour remplacer ses SNJ, le KM-1 fut équipé d’un moteur Lycoming IGSO-480-A1C6 à injection directe et d’une double commande complète. Au passage le toit de cabine reçut de nouveaux vitrages et la porte d’accès à la cabine basculée de droite à gauche[12], les sièges arrière remplacés par une banquette et un cinquième siège installé au centre de la cabine. 62 appareils furent livrés entre septembre 1962 et 1982.
  - Fuji TL-1 : En 1981 deux KM-2 des surplus de la marine furent modifiés pour les besoins de la force terrestre.
- Fuji KM-2B : Développé pour la Force aérienne d'autodéfense, qui souhaitait remplacer ses T-34A, cette nouvelle version combinait la cellule et le moteur du KM-2 et un aménagement biplace en tandem, donc un retour au fuselage du T-34A, associé à une avionique modernisée. Portant une immatriculation civile (JA3725), le prototype fit son premier vol le 26 septembre 1974[22] et reçut une certification civile le 28 novembre suivant. C’est seulement un an plus tard que la force aérienne annoncera avoit retenu le KM-2B comme avion d’entrainement de début, avec la désignation officielle T-3. 50 Fuji T-3 ont été livrés entre 1978 et 1982.
- Fuji T-3 : Désignation opérationnelle du KM-2B

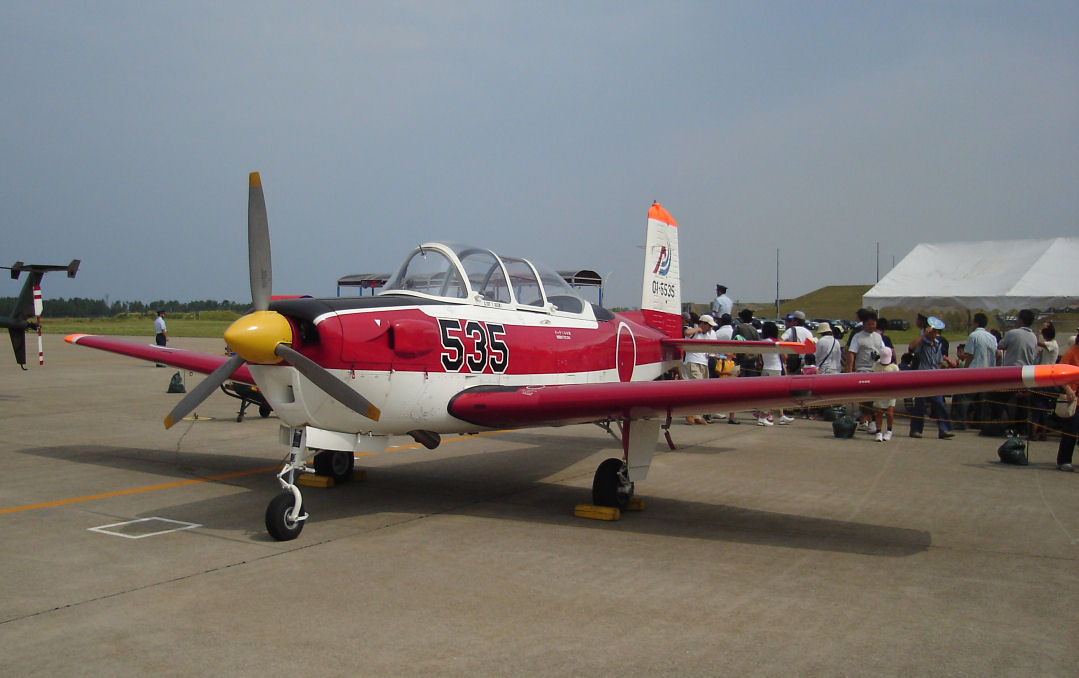
Le Fuji T-3 dérive directement du T-34 mais conserve un moteur à piston

- Fuji T-5 : En 1984 Fuji a équipé une cellule de quadriplace KM-2 avec une turbine à hélice Allison 250-B17B de 350 shp et d’une dérive en flèche. Désigné KM-2 kai, cet appareil (JO8222), présenté comme le prototype d’un nouveau modèle désigné KM-2D, a effectué son premier vol le 28 juin 1984[22]. En mars 1987 la Force maritime d'autodéfense japonaise a commandé à Fuji des kits permettant de mettre son parc de KM-2 au standard KM-2 kai. Le premier avion ainsi modifié prit l’air le 27 avril 1988 sous la nouvelle appellation T-5. Il se distinguait du KM-2, outre l’installation du turbopropulseur, par un aménagement biplace côte à côte sous une verrière redessinée, la suppression des places arrière et l’introduction d’un empennage en flèche[22]. Le premier T-5 fut livré en août 1988, 40 appareils étant modifiés au total pour remplacer les T-3 au sein du 291 Kyoiku Kokutai d’Ozuki.

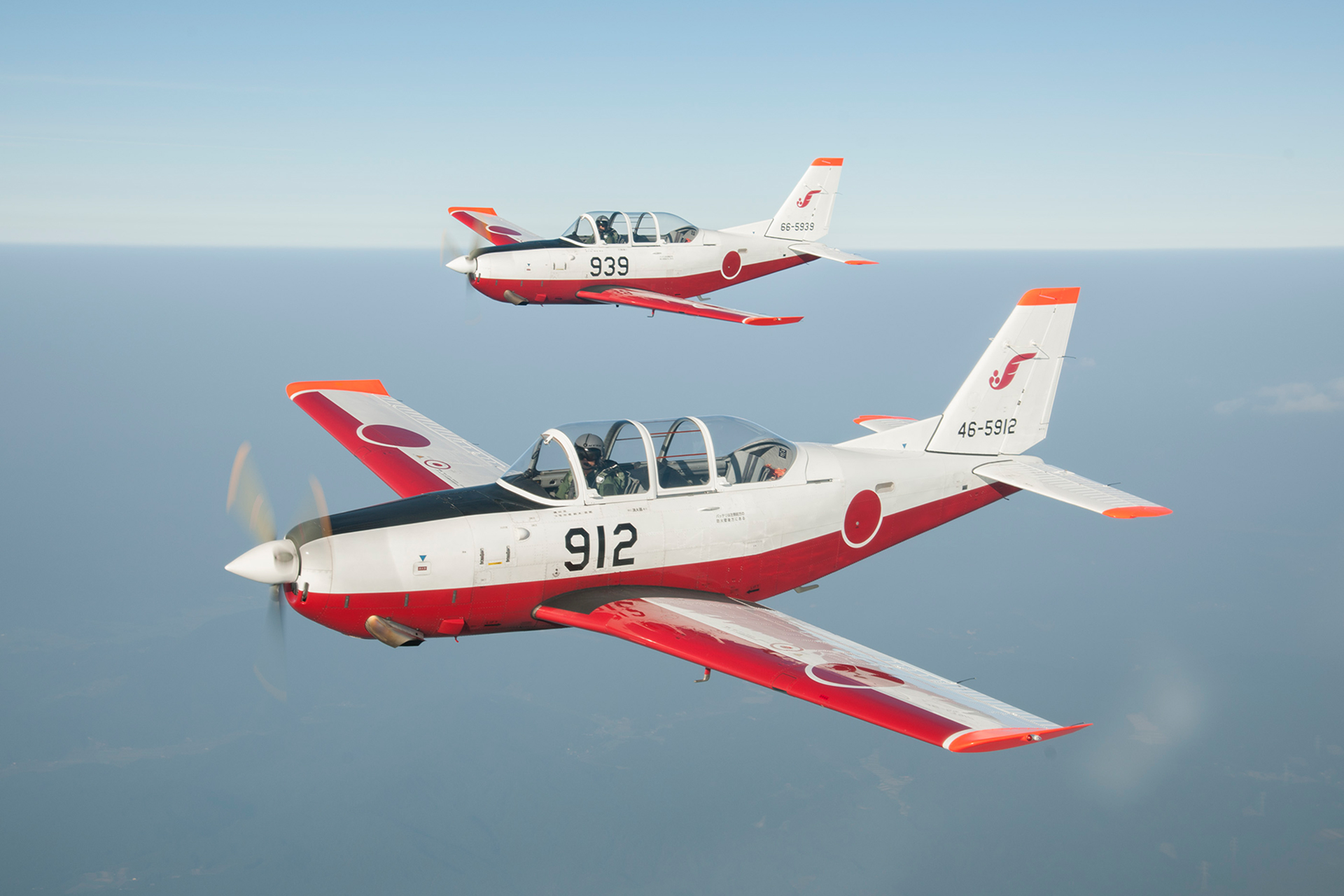
Le Fuji T-7 restera probablement la dernière évolution turbopropulsée du T-34 Mentor.

- Fuji T-7 : La force aérienne d’auto-défense cherchant un successeur au T-3, l’agence de défense japonaise lança le 10 août 1998 un appel d’offres international. Face au Pilatus PC-7 Fuji proposa de modifier le T-3 avec une avionique plus moderne et surtout en remplaçant le moteur à piston par une turbine Allison 250. Désigné T-3 Kai, l’appareil fut retenu dans un premier temps[23], alors qu’éclatait un scandale impliquant des membres de la direction de Fuji, accusés de corruption dans un marché portant sur la fourniture d’un hydravion de sauvetage pour la marine[24]. Tous les marchés obtenus par Fuji furent suspendus et une nouvelle compétition organisée pour la fourniture d’un avion d’entrainement de début. En compétition à nouveau avec les Pilatus PC-7, mais aussi Embraer Tucano et Beechcraft T-6 Texan II, Fuji fut à nouveau déclaré vainqueur en septembre 2000 avec une version modifiée du T-3 Kai. Devenu T-7, le premier des 49 exemplaires commandés a été livré en septembre 2002. 67 exemplaires devraient être achetés.

## Utilisateurs
- Algérie : Un contrat de 3,5 millions de dollars a été passé en 1978 (12,5 millions de dollars valeur 2013) pour la livraison de 6 T-34C à l’École Nationale de Pilotage de Tafaraoui. Ces appareils ont été livrés en mars-avril 1979 (7T-WPDF, 7T-WPH, 7T-WPJ/K, c/n GP-1/6)[25]. Ils ont été remplacés en 2004 par des Zlin 142.
- Argentine :
  - Force aérienne argentine : Aux termes d’un accord signé en décembre 1956, Beechcraft a fourni 15 B-45 en état de vol (serial E-001/015) en 1957 et FMA a assemblé 75 autres exemplaires (serial E-016/090, c/n GC-180/199 et GC-224/278) à partir de 1959. Ces appareils ont été pris en compte par l’École d’aviation militaire et le Premier Groupe d’attaque de la VIIe Brigade aérienne, tous les Model B45 Mentor argentins pouvant recevoir un armement. En 2010, un Escadron Mentor était toujours actif à l’École d’aviation militaire de Cordoba.
  - Aviation navale argentine : 15 T-34C-1 ont été commandés, les 7 derniers étant livrés en vol depuis Wichita courant 1978[2]. Ces appareils (serial 0719/0733, codes 1-A-401/415) étaient destinés à la 4e escadrille aéronavale d’attaque de l’École d’aviation navale, basée à Punta Indio. Le 23 avril 1982, quatre T-34C-1 équipés de 2 canons de 7,62 m et de deux lance-roquettes (7 roquettes de 70 mm chacun) furent transférés à Puerto Argentino (Port Stanley), suivi de deux autres le lendemain. Le 29 avril, le détachement fut transféré à Puerto Calderón (Pebble Island). Le 1er mai, trois appareils tentent d’intercepter un Sea King de la Royal Navy mais doivent trouver refuge dans des nuages en raison de l’intervention de Harriers. Jusqu’au 14 mai, les Turbo Mentors argentins effectuèrent ensuite une vingtaine de reconnaissances armées dans l’archipel. Le 15 mai au petit matin un groupe de commandos du 'D' Squadron, 22nd Special Air Service britannique, déposé par hélicoptères, attaquait le terrain, détruisant trois T-34 (1-A-408, 410 et 412) et en endommageant un quatrième (1-A-411). Les deux derniers appareils regagnèrent l’Argentine quelques jours plus tard, le 1-A-411 fut récupéré par les troupes britanniques et ramené en Grande-Bretagne. Il est aujourd’hui conservé dans les réserves du Musée de la Fleet Air Arm (en) de Yeovilton. Les T-34C étaient toujours utilisés à l’école de Punta Indio en 2010.
- Bolivie :En 2000, la Force aérienne bolivienne a obtenu onze T-34A/B en Uruguay et en 2004 huit T-34A sont arrivés du Venezuela. Ces appareils équipent un escadron du Groupe aérien d’entrainement d’El Trompillo.
- Canada : La RCAF a commandé 25 T-34A (24201/24225, c/n 34-1/25) construits par Canadian Car & Foundry. Ces appareils devaient rester très peu de temps en service au Canada, deux promotions d’élèves seulement étant formées sur T-34[10]. Après la perte accidentelle d'un avion (24220), les Mentor furent immobilisés puis cédés à la Turquie au titre d’un Plan d’aide militaire.
- Chili :
  - Force aérienne chilienne : Après avoir évalué des appareils américains, britanniques et français, la Fuerza Aérea signa début juin 1953 un contrat d’un million de dollars[26] (8,76 millions de dollars valeur 2013) pour la fourniture de 36 Model B-45 destinés au rééquipement de son école d’aviation. Uns seconde commande de 10 appareils fut notifiée en 1956[27] et 20 appareils supplémentaires (dont un certain nombre de T-34A reconditionné) décollèrent de Wichita le 24 avril 1959[2] pour rejoindre en vol le Chili. Au total 66 appareils (serial 101 à 166) furent donc utilisés par l’école d’aviation d’El Bosque (Santiago du Chili). 6 appareils furent transférés à la Marine chilienne[27] entre 1966 et 1968, 6 autres cédés à la Marine uruguayenne. Les Mentor chiliens ont été remplacés par des Pilatus PC-7 en 1994.
  - Force navale chilienne : 2 Model B-45 ont été cédés par la Fuerza Aérea en 1966 et 4 en 1968. Tous avaient été réformés en 1980.
- Colombie : 42 Model B-45 furent commandés en octobre 1953[2] (serial 301/342), 6 T-34B des surplus de l’US Navy étant également obtenus en 1978 (301A/140685, 302A/140728, 306A/140753, 308A/140763, 309A/140801 et 312A/144021). Remotorisés au début des années 1999 avec des moteurs de 285 ch[28], les T-34 colombiens étaient toujours utilisés en 2010 par l’escadron de base 712 de Cali.
- Équateur :
  - Force aérienne équatorienne : La Fuerza Aérea prit en charge 15 T-34A en 1977, puis 9 appareils supplémentaires en 1978, tandis que 21 T-34C-1 étaient commandés, le tout pour l’école de Salinas, qui les utilisait toujours en 2010.
  - Marine équatorienne : Elle a reçu 3 T-34C-1 en avril 1980 (serial ANE-223/225), toujours en service en 2010.
- Espagne : L’Ejercito del Aire a reçu 25 T-34A des surplus de l’USAF[27] en 1957. Désignés localement E.17 (serial E.17-1/25) et affectés à l’escadron 791 (codes 791-1/25) de l’Académie générale de l’Air de San Javier, ils ont été retirés en 1989, 23 exemplaires étant cédés à l’Uruguay[29].

- États-Unis :

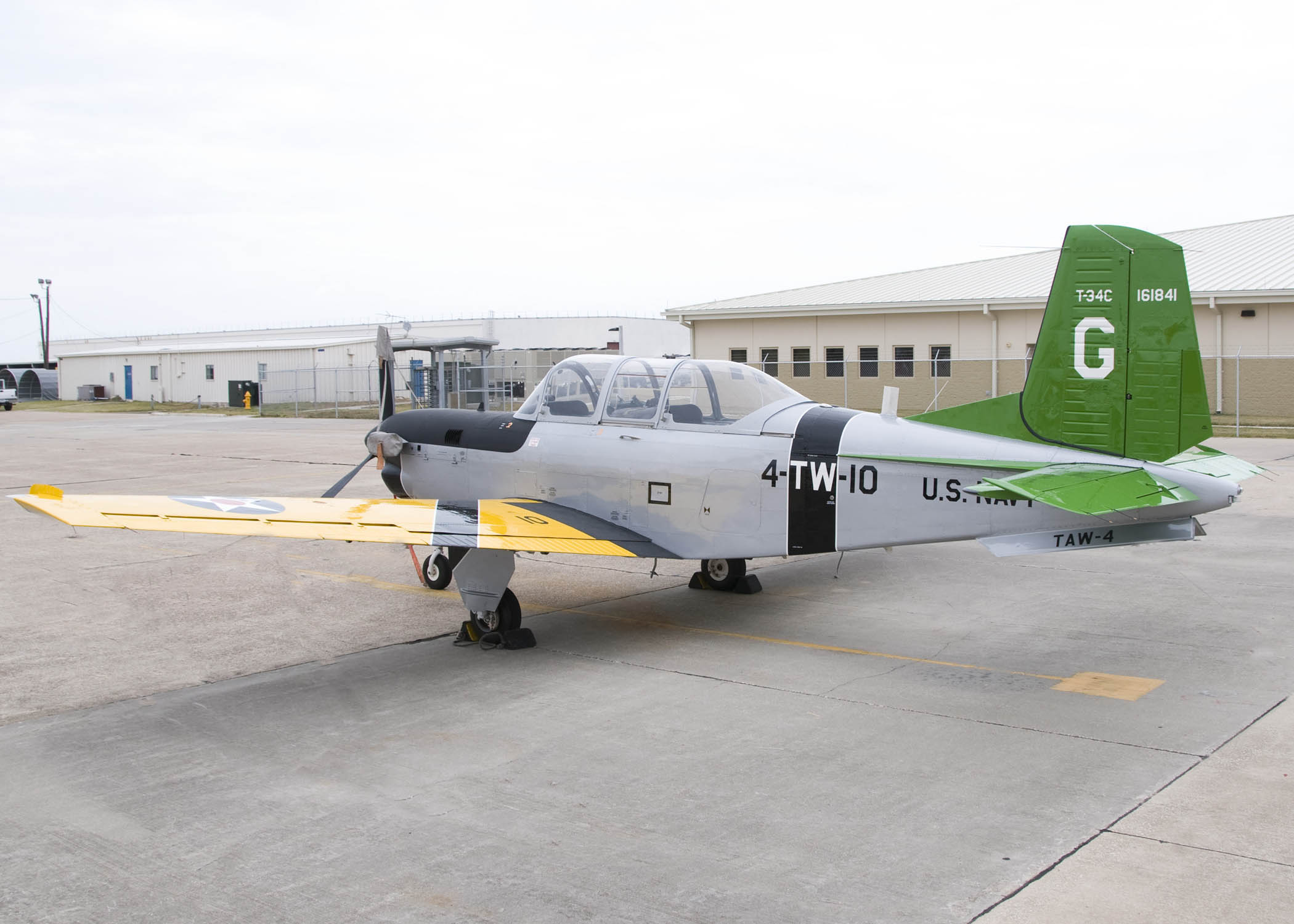
T-34C du Training Air Wing Four (VT-27) de l'US Navy à Corpus Christi en décembre 2010.

  - US Air Force : Les livraisons de T-34A au Training Command débutèrent en 1954, le Mentor remplaçant progressivement les T-6 et autres appareils utilisés pour l’entrainement de début. Avec la mise en service du T-28 Trojan le T-34 fut limité aux 30 premières heures de formation ab initio avant passage sur T-28. En 1961 l’Air Force abandonna totalement l’entrainement sur avions à pistons et les T-34, devenus disponibles, furent cédés à divers pays au titre des plans d’aide militaire ou cédés sur le marché civil, en particulier à la Civil Air Patrol et à l’US Forest Service.
  - US Navy : Les premiers T-34B furent livrés à la Navy le 17 octobre 1954. Ces appareils furent affectés au Training Squadron One (VT-1) de NAS Saufley Field, une annexe de NAS Pensacola, en Floride, qui disposait de 135 exemplaires en 1959[9]. C’est seulement à la fin des années 1960 qu’une autre unité de la Navy, le VT-5, reçut à son tour des T-34B[30] à NAS Whiting Field. Il n’y eut probablement jamais plus de 175 T-34B en service simultanément[31] sur les 423 exemplaires livrés à la Navy, ce qui explique en partie leur longévité : Le parc tournait régulièrement et les appareils les plus anciens étaient cannibalisés pour assurer le maintien en état de vol des autres. Ces appareils étaient utilisés pour effectuer les 30 premières heures d’instruction en double commande avant de passer sur T-28. En 1961, les T-34B du Flight Instruction Indoctrination Group de Pensacola totalisaient 445 000 heures de vol sans accident, dont 1 000 vrilles inversées (Morris). Un peu plus tard le VT-1 atteignait 75 000 heures de vol sans accident. Début 1963, un T-34B (BuNo 140705) atteignit le cap des 5 115 heures de vol, dont 16 459 atterrissages, 17 904 décrochages, 3 401 vrilles et 4 604 loopings[2]. Au cours des années 1980, un petit nombre de T-34B restaient en service, affectés aux officiers recruteurs de l’aéronavale américaine, les T-34B étant remplacés par les T-34C, dont les premiers exemplaires furent livrés au Training Squadron VT-2 ‘Doer Birds’ à NAS Whiting Field de Milton, Floride, le 17 novembre 1977[2]. Les VT-3 ‘Red Knights’ et VT-6 appartenant avec le VT-2 au Training Wing 5 de NAS Whiting Field furent également équipés de T-34C, ainsi que le VT-27 ‘Boomers’ du Training Wing 4 de NAS Corpus Christi[16]. Le remplacement des T-34C par des Beechcraft T-6 Texan II a débuté en 2005 et devrait s’achever en 2011. 121 T-34C retiré du service, au 14 janvier 2014, sont en dépôt au 309th Aerospace Maintenance and Regeneration Group (AMARG)[32].

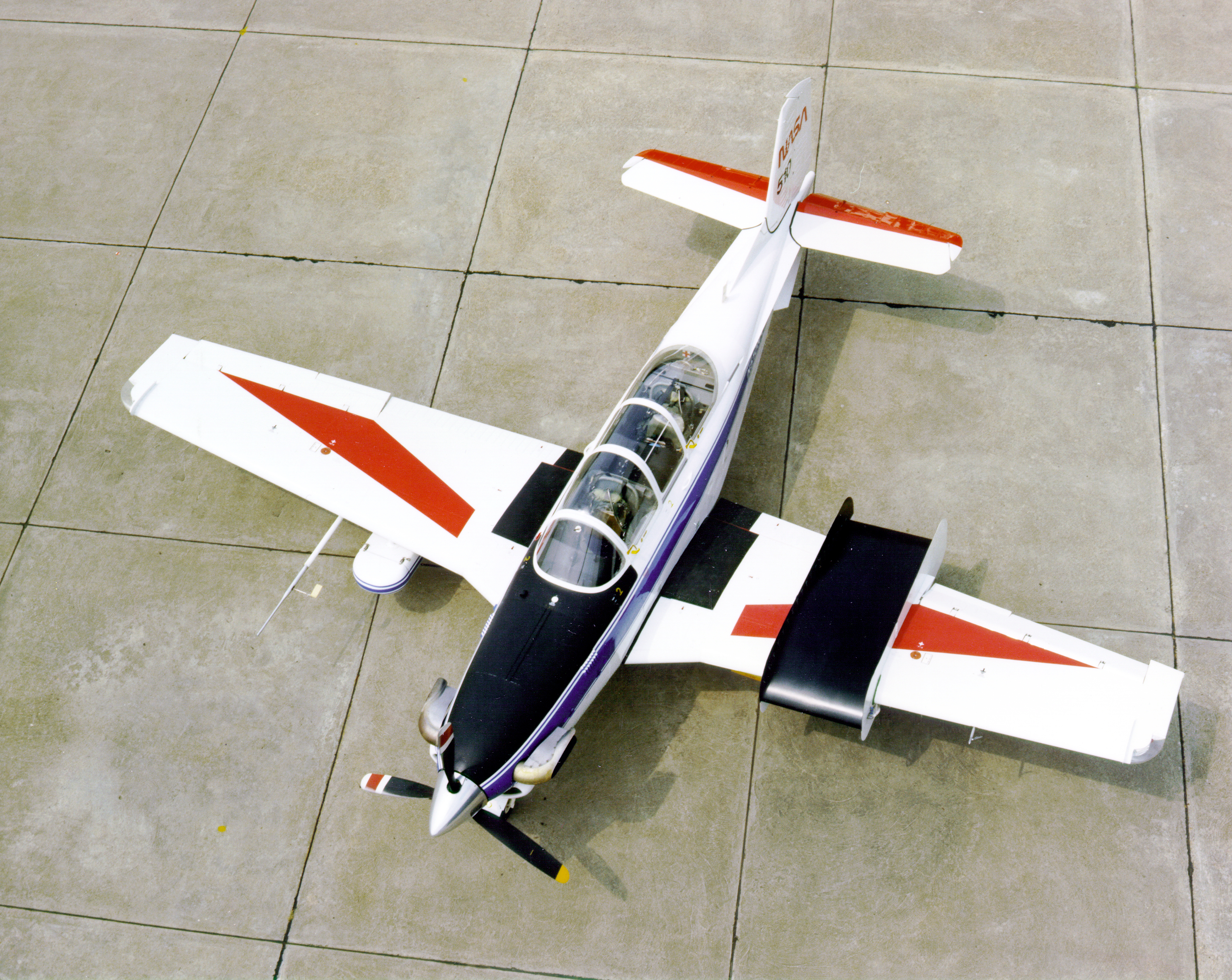
T-34C utilisé par la NASA pour des recherches aérodynamiques

- - US Army : 6 T-34C des surplus de la Navy furent livrés à l’US Army Airborne Special Operations Test Board de Pope AFB, NC. Ils furent utilisés comme appareils de suivi de trajectoire et de photographie aérienne.
  - NASA : Au cours des années 1980 la NASA a utilisé un T-34C (N510NA, c/n GL-108) pour des études sur les ruptures intempestives de trainée. L'agence spatiale a également utilisé les T-34C ‘665’ et ‘819’ au Dryden Flight Research Center d'Edwards AFB, en Californie, à partir de 1996.
  - Civil Air Patrol : Au début des années 1960, le Mentor fut retiré du service par l’USAF et quelque 70 biplaces furent stockés à Davis Monthan AFB en vue d’un éventuel transfert à l’USAF Academy de Colorado Springs[33]. Ces appareils ont finalement été cédés à la Civil Air Patrol après modification pour satisfaire aux exigences de la FAA, la livraison de ce premier lot de T-34A s’achevant en 1967. Par la suite la CAP devait recevoir 103 T-34 supplémentaires, dont 18 T-34B, et 20 cellules de T-34B réduites à l’état de pièces détachées[33].
  - Service des forêts des États-Unis : Plusieurs Mentor ont été utilisés pour la surveillance de zones forestières.
  - Utilisateurs privés : À partir du milieu des années 1970, un certain nombre d’appareils civilisés pour les besoins de la Civil Air Patrol sont devenus disponibles sur le marché civil. Leur prix, qui avoisinait les 12 500 dollars, était passé à 56 000 dollars en 1986[33]. On comptait alors plus de 200 Mentor sur le registre civil américain. Les propriétaires sont pour la plupart regroupés au sein de la T-34 Association, qui facilite les négociations avec les autorités de l’aviation civile, mais aussi assure le suivi documentaire et gère un stock important de pièces de rechange. Le Mentor équipe donc un certain nombre de patrouilles civiles de présentation, la plus connue étant probablement le Lima Lima Flight Team (en), fondée en 1975 à Naperfield, Illinois, qui reste la seule formation civile au monde à présenter 6 appareils en vol.
- Gabon : 4 T-34C-1 commandés pour la garde présidentielle mi-décembre 1981 ont été livrés le 22 février 1982[11] (TR-KFS/V, c/n GM-85/88). Ils sont toujours en service en 2004, mais sont revendus et exportés dans les années 2020[34].
- Indonésie : L'armée de l'air indonésienne (TNI-AU) a reçu à partir de 1959 un Fuji T-34A, 20 Model B-45 et une vingtaine d'appareils provenant des surplus de l'USAF[27]. Ils ont été remplacés à partir d’avril 1978 par seize 16 T-34C-1 aux termes d’un contrat de 9 millions de dollars négocié par Hawker-de Haviland Australia Pty, Ltd. Destinés à équiper le No 2 Training Squadron de Jogyakarta, ces appareils (c/n GM-45/48 et GM-53/64) furent immatriculés B401/416 puis LD-3401/3416[21]. Un second lot de neuf appareils a été livré en 1984. Quelques T-34C étaient toujours en service en 2010 au sein de l’escadron 102, en cours de rééquipement avec des KAI KT-1B.
- Japon :T-34A des Forces terrestres d'autodéfense japonaises

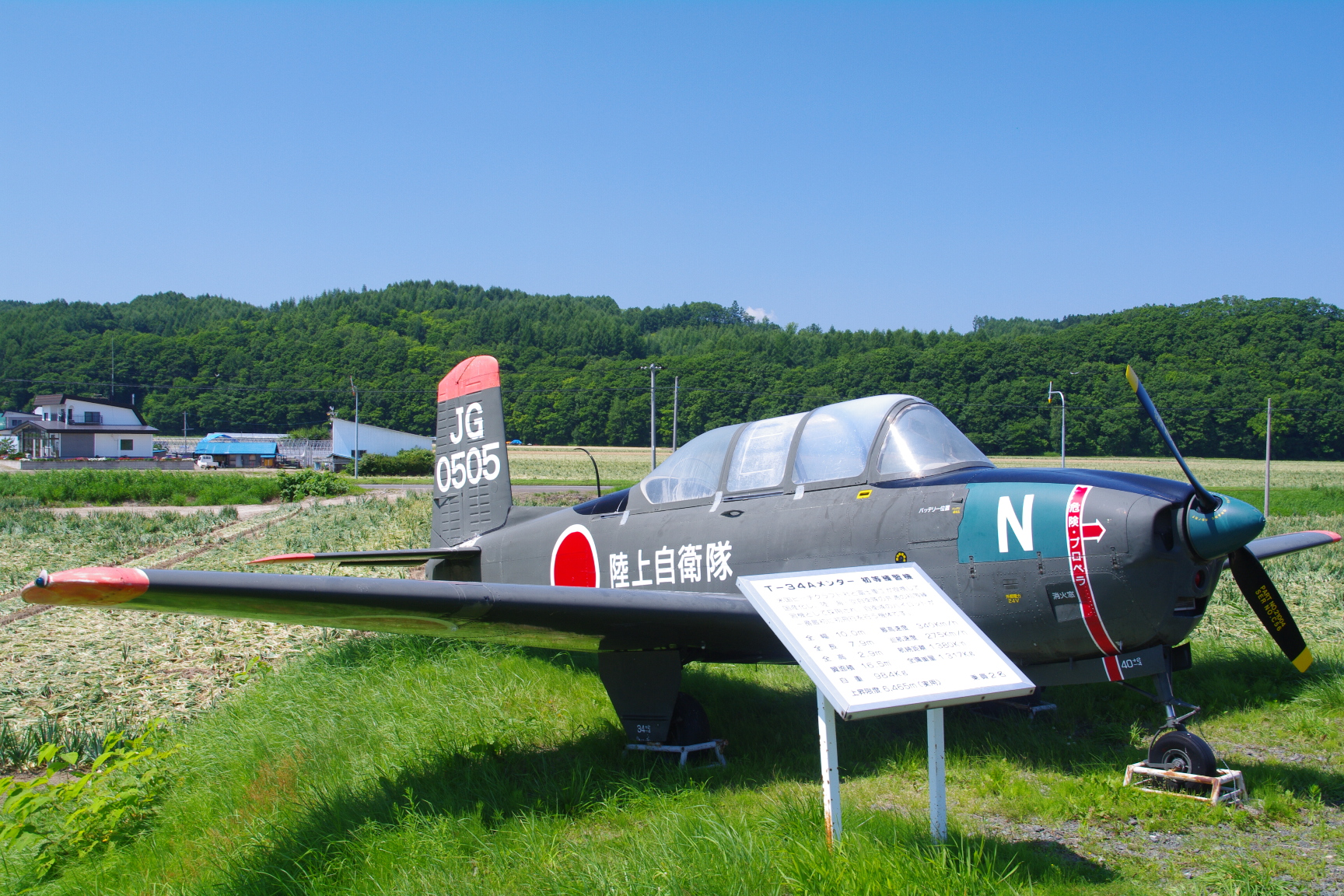
T-34A des Forces terrestres d'autodéfense japonaises

  - Force aérienne d’auto-défense : À sa création le 1er juillet 1954, la force aérienne se vit transférer 10 des 20 Model B-45 livrés au Japon en mars 1954[12](41-0301/0310) pour équiper l’école de pilotage de Hamamatsu, puis 124 exemplaires construits par Fuji (41-0311/0326 et 51-0327/0360, c/n KD-1/49 ; 51-0361/0387, 61-0388/0413 et 71/0414/0435, c/n FM-1/75). Ces avions furent utilisés par les Groupes École 11 (Shizuhama) et 12 (Hofu). Onze furent cédés à la Marine et neuf aux forces terrestres entre 1958 et 1964. Au cours des années 1960 un appareil (51-0357) fut modifié localement pour recevoir des mitrailleuses et testé à Gifu. Les derniers T-34A japonais, affectés à l’Air Rescue Command, furent retirés le 11 août 1982, remplacés à partir de 1978 par 50 Fuji T-3/KM-2B (serial 5501/5550). Ceux-ci ont été remplacés à leur tour par 47 T-7 à partir de 2002.
  - Force terrestre d’auto-défense : 10 Model B-45 (H-1101/1110) livrés par Beechcraft en mars 1954 ont été cédés le 1er juillet à la force aérienne reconstituée. 9 Fuji Mentor (serial 60501/60509) furent cédés par la force aérienne en 1964 et utilisés jusqu’en 1978. 27 Fuji LM-1 (serial 21001/21027), achetés par les États-Unis au titre du Plan d’aide militaire[12], ont également été livrés en 1956/1957. Trois ont été modifiés en LM-2 (2151/2153), les autres restitués aux autorités américaines entre 1983 et 1988. Plusieurs sont alors passés sur le registre civil américain. Deux Fuji TL-1 (serial 81001/81002) ont également été pris en compte en octobre 1981.
  - Force maritime d’auto-défense : 9 B-45 furent livrés en mars 1954 à la Garde maritime, devenu quelques mois plus tard Force navale d’auto-défense. Un exemplaire fut détruit sur accident et les 8 derniers transférés à la force aérienne à sa création le 1er juillet suivant. En 1958 la force aérienne d’auto-défense transféra à la marine onze Fuji T-34A supplémentaires (Serial 9002/9012) (Drendel  1990, p. 21). À partir de septembre 1962 ont été livrés 62 KM-2 Komadori (6231/6292), dont 28 exemplaires anciens ont été réformés en 1969. En mars 1987 furent commandés les premiers kits permettant de convertir un total 36 KM-2 encore en service en T-5. Le premier T-5 fut livré en août 1988. Le deuxième lot de trente T-5 était entré en service à la fin de 2008 et le dernier à partir de 2015. C'était aussi le moment où les derniers T-5 du lot d'origine sont retirés du service. Un autre lot de 30 T-5 devraient construit à partir de 2025[20].
- Maroc : En 1975 les Forces Royales Air ont commandé pour 5,5 millions de dollars un lot de 12 T-34C-1. Immatriculés CN-ATA-01 à CN-ATA-12, ces appareils étaient toujours utilisés par l’École de pilotage de Marrakech en 2010.
- Mexique :
  - Force aérienne mexicaine : 4 Mentor ont été utilisés par la Fuerza Aérea entre 1959 et 1981.
  - Marine mexicaine : Trois D45 (ME-011/013) ont été achetés en 1958 pour l’École de l’Aviation Navale. Deux T-34B supplémentaires ont été achetés par la suite, le dernier étant retiré en 1994.
  - ITCCA : L’International Training Center for Civil Aviation, organisme chargé de former des pilotes et des techniciens de l’aviation civile pour les pays d’Amérique latine, était installé au Mexique, dont le gouvernement finançait 75 % des frais de fonctionnement, les 25 % restants incombant aux Nations Unies. L’ITCCA a reçu 4 Mentor en janvier 1958[2].
- Pérou :
  - Force aérienne du Pérou : 6 T-34A ont été utilisés par l’académie de l’air jusqu’à leur remplacement par des Zlin 242L.
  - Marine péruvienne : T-34A (AI-501 et 504) ont été mis en service en 1965 et réformés en 1989, ainsi que 7 T-34C-1 (AI-510/516) réceptionnés le 1er janvier 1978 à Wichita[2] et toujours en service en 2010 à l’escadron d’instruction de San Juan de Marcona (Groupe Aéronaval no 3).
- Philippines : 36 Fuji T-34 ont été livrés à partir de 1958 à l’Air Force au titre des réparations de guerre japonaises pour équiper le 105th Combat Crew Training Squadron de Basa, ainsi que 20 T-34A fournis par l’USAF en 1959. Ces appareils ont été retirés progressivement entre 1988 et 1997.
- Portugal : La Direction générale de l’Aviation civile a acheté trois T-34B (CSDGB/D, c/n BG-307, 312 et 317 respectivement).
- République dominicaine : 12 T-34B ont été achetés aux surplus de l’US Navy en 1977 et retirés en 2000.
- Salvador : 6 T-34A ont été livrés à l’école de l’aviation militaire en 1954 et réformés en 1995.
- Taïwan : 44 T-34C ont été achetés pour le Groupe d’entrainement de base de Gangshan, qui les utilisait toujours en 2010.
- Turquie : 24 T-34A commandés par le Canada furent revendus à la Turquie (OK-01/19 et OK-21/25, ex 24201/24219 et 24221/24225) en 1956 dans le cadre d’un Plan d’aide militaire[35], ainsi qu’un unique T-34A. Ces appareils ont été retirés en 1993.
- Uruguay :
  - Force aérienne uruguayenne : 19 T-34A et 25 T-34B reçus en 1977. En 1991 l’Espagne a cédé à l’Uruguay 23 de ses T-34A. Ces appareils ont été remplacés au début des années 2000 par des SIAI-Marchetti SF-260.Le musée aéronautique de Montevideo conserve un T-34B uruguayen.

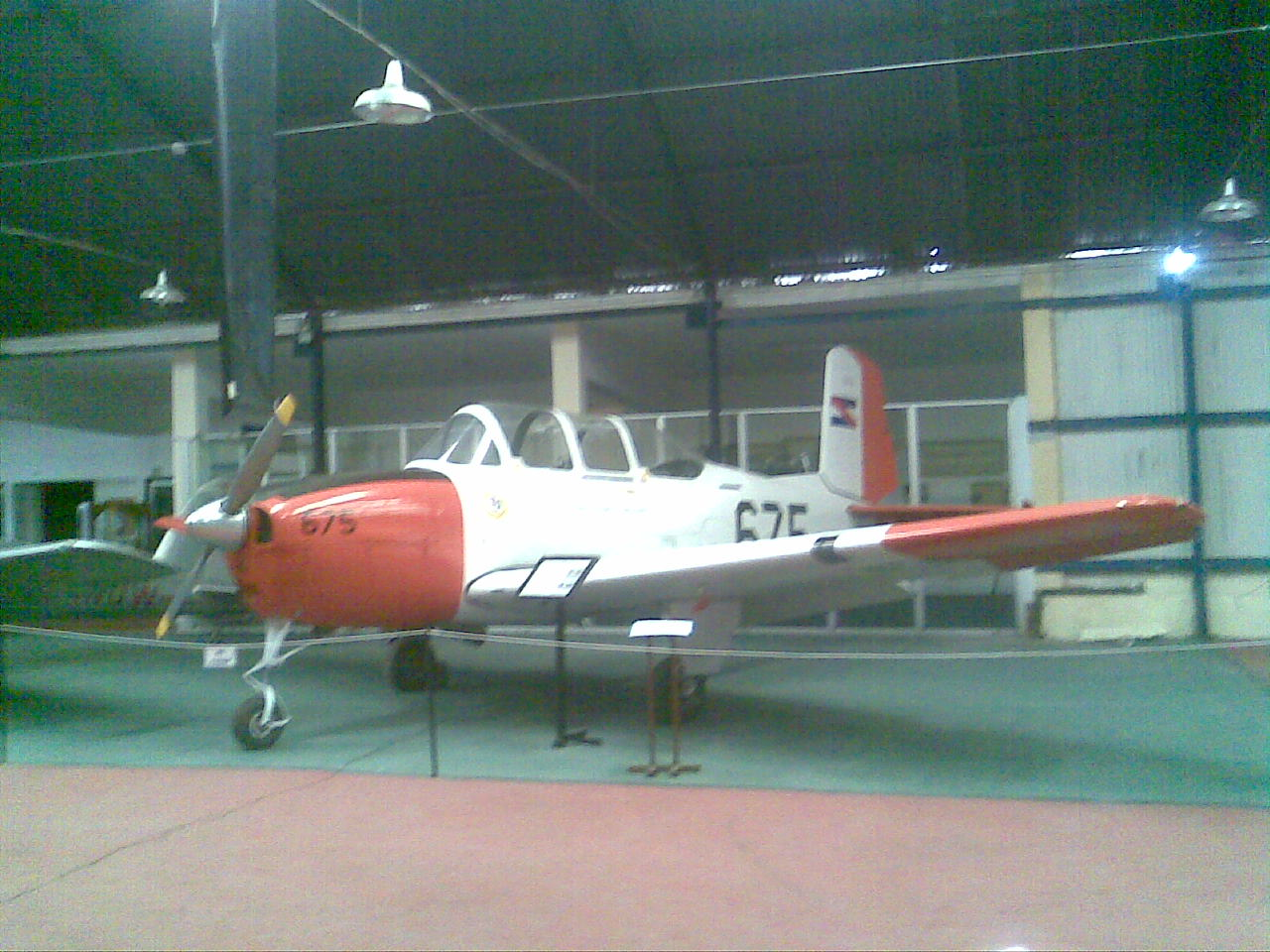
Le musée aéronautique de Montevideo conserve un T-34B uruguayen.

  - Force navale uruguayenne : Un T-34B a été livré en 1966 puis un T-34A en 1980, 6 B45 provenant des surplus chiliens (Serial 201/206), et enfin trois T-34C-1 en mai 1981. Deux étaient encore en service en 2010 à l’école de l’aviation navale de Laguna del Sauce.
- Venezuela : 41 T-34A destinés à l’école d’aviation militaire ont été livrés à partir de 1959 et remplacés au début des années 2000 par des SIAI-Marchetti SF-260. 6 autres T-34A ont été livrés à l’école de l’aviation civile en 1959.

## Sources
1. 1 2 3 4  Drendel  1990, p. 4
2. 1 2 3 4 5 6 7 8 9 10 11 12 13 14  Morris
3. 1 2  U.S.A.F. Trainer aircraft, Flight no 2139 du 22 décembre 1949 p. 800
4. 1 2 3 4  A.J. Pelletier, p. 97
5. ↑  Flight no 2153 du 30 mars 1950 p. 397
6. ↑  Flight no 2166 du 29 juin 1950 p. 754
7. ↑  http://rgl.faa.gov/Regulatory_and_Guidance_Library/rgMakeModel.nsf/0/75f2f566bb519c5a8625738c00595e93/$FILE/5a3.pdf
8. 1 2  Drendel  1990, p. 5
9. 1 2  Bowers, p. 49
10. 1 2  Drendel  1990, p. 7
11. 1 2  A.J. Pelletier, p. 101
12. 1 2 3 4 5 6  Drendel  1990, p. 21
13. ↑  Phillips
14. ↑  Bowers, p. 48
15. 1 2 3  A.J. Pelletier, p. 98
16. 1 2  Bowers, p. 50
17. 1 2 3 4 5  Drendel  1990, p. 32
18. ↑  A.J. Pelletier, p. 99
19. 1 2  Drendel  1990, p. 43
20. 1 2  (en) « Japan Navy to replace the Fuji T-5 trainer », sur www.scramble.nl, 25 septembre 2024
21. 1 2  A.J. Pelletier  et  102
22. 1 2 3  Drendel  1990, p. 22
23. ↑  Flight International du 9/15 septembre 1998 p.31
24. ↑  (en) « T-3 - T-5 », sur GlobalSecurity.org (consulté le 11 avril 2023).
25. ↑  A.J. Pelletier, p. 100
26. ↑  Flight no 2317 du 19 juin 1953 p. 779
27. 1 2 3 4  Drendel  1990, p. 17
28. ↑  « Wayback Machine », sur scramble.nl via Internet Archive (consulté le 16 octobre 2023).
29. ↑  A.J. Pelletier  et  105
30. ↑  Drendel  1990, p. 11
31. ↑  Drendel  1990, p. 15
32. ↑  (en) « Inventory Database - Aircraft Type Summary », sur AMARC Expérience, 15 janvier 2014 (consulté le 27 janvier 2014)
33. 1 2 3  Drendel  1990, p. 44
34. ↑  « 1984 BEECHCRAFT T34C MENTOR », sur controller.com, 2024 (consulté le 8 juin 2024).
35. ↑  A.J. Pelletier, p. 104

### Développement lié
- Beechcraft Bonanza
- Beechcraft Travel Air
- Beechcraft Baron
- Fuji KM-2

### Aéronefs comparables
- Utva Lasta (en)
- T-6 Texan II
- T-28 Trojan
- Pilatus P-3
- PAC CT/4